# Cinema em Casa
Cinema em Casa é uma sessão de filmes brasileira exibida pelo SBT. Sua estreia ocorreu em 26 de agosto de 1988, às 21h30, e em 19 de agosto de 1991, passou a ser exibida diariamente durante as tardes, por volta de 14h, primeiro de segunda a sábado, e depois de segunda a sexta. Após várias saídas do ar da grade ao longo dos anos, a sessão retornou em 4 de março de 2023, passando a ser exibida aos sábados às 16h00.

## História

### 1988–2004
O SBT exibiu a sessão de filmes Cinema em Casa entre 1988 e 2003, a princípio, na faixa noturna de 21h30 às 23h25 (uma vez por semana), depois no horário da tarde (de segunda a sexta-feira) no horário de 13h30min até 15h30min. Pode-se dizer que o Cinema em Casa era similar à Sessão da Tarde da TV Globo, tendo chegado inclusive a concorrer com esta pela audiência em alguns períodos. No entanto, o Cinema em Casa foi exibido por mais tempo antes da Sessão da Tarde, competindo principalmente com as reprises de novelas do Vale a Pena Ver de Novo. Com grande audiência, na década de 1990, o Cinema em Casa chegou a apresentar filmes impróprios ao horário, como a série A Hora do Pesadelo (com o personagem serial killer Freddy Krueger), a série do Brinquedo Assassino, A Bolha Assassina, Christine, o Carro Assassino, Alligator, A Volta dos Mortos-Vivos, Bala de Prata, Colheita Maldita, Convenção das Bruxas, Monstro do Armário, O Homem-Cobra, O Ataque dos Vermes Malditos, O Mistério de Seacliff Inn, Piranha 2: Assassinas Voadoras, Garoto de Programa, a série Rambo, Sepultado Vivo, Um Lobisomem Americano em Londres, A Invasão das Aranhas Gigantes, O Mestre dos Brinquedos, O Enigma de Outro Mundo, Do Fundo do Mar,  entre outros. Isso levou o SBT a ser acusado de descumprir as normas de exibição dos filmes, e inclusive foi processado e multado várias vezes por conta disso.
Na grande maioria, as atrações eram filmes leves, para o público infantojuvenil (muitas vezes tendo sido apresentados à noite ou na própria sessão não muito tempo antes), ou filmes do gênero drama, histórias reais de "mães de fibra", lutas contra preconceitos, entre outros temas do gênero. Filmes muito reprisados, tanto pelo Cinema em Casa quanto pela Sessão da Tarde, em períodos alternados, foram: A Lagoa Azul, a série Pee Wee, Um Robô Adolescente, Bom Dia, Vietnã, Olha Quem Está Falando, entre outros. Depois de 14 anos e os baixíssimos índices de audiência, por conta de mudanças no horário (mas permaneceu geralmente entre 14h–16h), o dono do SBT, Silvio Santos, decide extinguir a sessão de filmes, em ampla reforma na programação da tarde. O horário foi ocupado por novelas brasileiras, da Televisa, algumas da América Latina e séries americanas, todas elas reprisadas. Quando foi temporariamente extinta, em 2003, foi substituída pelo programa Falando Francamente, apresentado por Sônia Abrão.

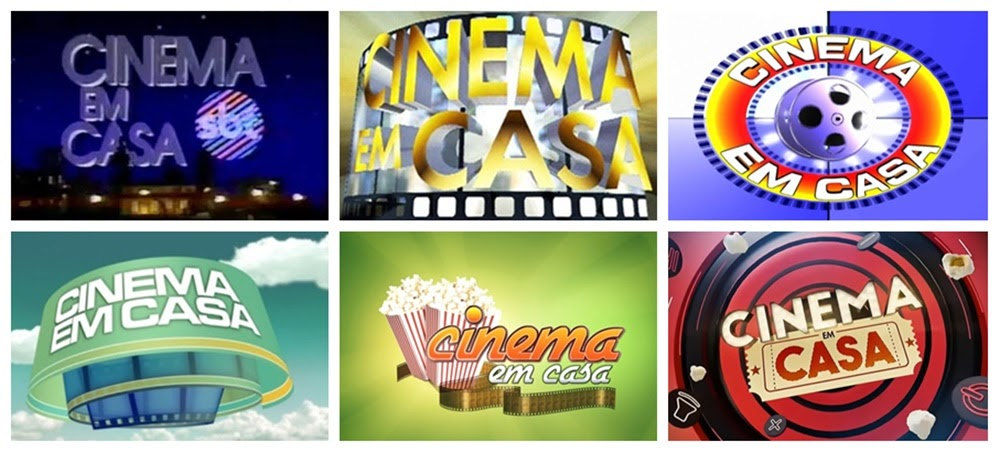
Logotipos usados entre 1988-2023

### 2006–2011
A sessão retornou em 20 de março de 2006, toda segunda-feira à noite, depois do Programa do Ratinho, sendo extinta em 10 de abril do mesmo ano. No dia 18 de março de 2008, numa terça-feira, a sessão voltou a ser exibida às 14h15, e o filme de reestreia foi Mortal Kombat, surpreendendo os telespectadores. O motivo é que a emissora fez a reestreia de última hora, pois quem esperava mais um programa Fantasia, começou com o Cinema em Casa com o filme, e isso fez a audiência pular de 2,5 aos 3 pontos, para 5 pontos com picos de 7, empatando com a RecordTV, que vinha ultrapassando tranquilamente o SBT no horário. O Cinema em Casa, em 2008, completa a marca de 100 exibições de filmes com O Pequeno Chefe Vermelho. Em 2009, o Cinema em Casa deixa de ser exibido aos sábados, cedendo o lugar ao programa Show da Gente, com Netinho de Paula, e a sessão de filmes Sabadocine. A última exibiçao do Cinema em Casa foi no dia 9 de julho de 2010.
Em 2008, a atração retornou ao ar depois de seis anos fora da programação da emissora, no horário das 14h15min às 16h. Desde o mês de dezembro de 2008, oficializou-se no horário das 14h45min às 16h30min, mas devido a programação de 2010 do SBT e a estreia da série Kyle XY, voltou a ser exibida às 14h15min. Em junho de 2010, o SBT anunciou o fim da sessão de filmes para o dia 9 de julho, por falta de audiência, e a substituiu pelas novelas Pérola Negra e Esmeralda. Logo após, o SBT informou que, a partir do dia 3 de janeiro de 2011, o Cinema em Casa iria voltar a nova grade de programação, em novo horário, às 17h30min depois da série Chuck, substituindo o Boletim de Ocorrências. Mas novamente saiu do ar em 5 de maio de 2011.
No dia 23 de dezembro de 2010, é anunciado a volta do Cinema em Casa para o dia 3 de janeiro, a partir das 17h30, extinguindo assim o Boletim de Ocorrências. Na reestreia, foi exibido o filme Happy Feet: O Pinguim, onde a sessão ficou empatada na vice-liderança com a RecordTV e a Band com 8 pontos e picos de 10.. A sessão sai novamente do ar no dia 5 de maio de 2011.

### 2023
No dia 24 de fevereiro de 2023, é anunciado a volta do Cinema em Casa temporariamente para o dia 4 de março, a partir das 15h30, com o Programa Raul Gil perdendo espaço na grade. Na reestreia, foi exibido o filme Vovó..Zona, onde a sessão ficou na vice-liderança consolidando 4.8 pontos, com picos de 6 pontos. Seguiu exibindo os filmes: Sansão, Alvin e os Esquilos: Na Estrada, Dizem por Aí..., Pompeia , Noé.   

### 2024–presente
Devido aos bons índices da sessão, que ocasionalmente alcançavam a vice-liderança, a emissora passou a exibir dois filmes a partir do dia 16 de março de 2024, ocupando quase que por completo as tardes de sábado do SBT, antes da exibição do programa Circo do Tiru. Em 2025, com o Programa Raul Gil já retirado do ar, buscando preparar o terreno para o programa Eita Lucas, as duas sessões do Cinema em Casa foram mantidas, tendo seus horários levemente alterados.
A partir do dia 22 de março de 2025, o programa Eita Lucas passou a ser exibido entre as duas sessões, no horário das 15:30, com a primeira sessão às 14:00 e a segunda às 16:15.   

## Outras emissoras
O título Cinema em Casa foi um nome utilizado por várias emissoras entre a década de 1960 até 2008 para uma sessão de filmes. O exemplo mais antigo talvez seja o da extinta TV Excelsior, que exibia filmes europeus em seu Cinema em casa, como os dos diretores Pier Paolo Pasolini, Federico Fellini e Michelangelo Antonioni, entre outros. O SBT é a emissora que, desde 1988, exibe a sessão de filmes, mesmo com intervalos de tempo sem exibição.

## Ver Também
- Cine Belas Artes
- Cine Espetacular
- Cine Família
- Fim de Noite
- Sabadocine
- Sessão das Dez
- Sessão Premiada
- Sexta no Cinema
- Última Sessão
- Sessão da Tarde
- Cine Aventura
- Sessão Família
- Matinê Cultura
- TV Magia